# Paul Argney
Paul Argney (Granville, Francia, 23 de mayo de 2006) es un futbolista francés que juega como portero en el Le Havre A. C. de la Ligue 1.

## Estadísticas

### Clubes
Actualizado al último partido disputado el 18 de mayo de 2024.
| Le Havre A. C. II Francia             | 5.ª           | 2023-24       | 17 | 29 | ― | ― | ― | ― | 17 | 29 |
| Le Havre A. C. II Francia             | Total club    | Total club    | 17 | 29 | 0 | 0 | 0 | 0 | 17 | 29 |
| Le Havre A. C. Francia                | 1.ª           | 2024-25       | 0  | 0  | 0 | 0 | — | — | 0  | 0  |
| Le Havre A. C. Francia                | Total club    | Total club    | 0  | 0  | 0 | 0 | 0 | 0 | 0  | 0  |
| Total carrera                         | Total carrera | Total carrera | 17 | 29 | 0 | 0 | 0 | 0 | 17 | 29 |
| (1) Hace referencia a goles encajados |               |               |    |    |   |   |   |   |    |    |